# CZECHDESIGN
CZECHDESIGN.CZ, z. s. je nezisková organizace, která vznikla v roce 2003 s cílem podporovat začínající mladé designéry a prezentovat jejich práci. Jejím hlavním posláním je dostávat dobrý design do praxe a pomocí něj zlepšovat každodenní život. Od svého vzniku připravila celou řadu výstav, přednášek, workshopů a soutěží. CZECHDESIGN organizuje designérské soutěže pro veřejné subjekty i firmy, spravuje nejstarší portál v ČR, který se věnuje designu, a od roku 2010 provozuje v centru Prahy prodejní galerii CZECHDESIGN Shop, kde nabízí produkty českých designérů.

## Činnost organizace

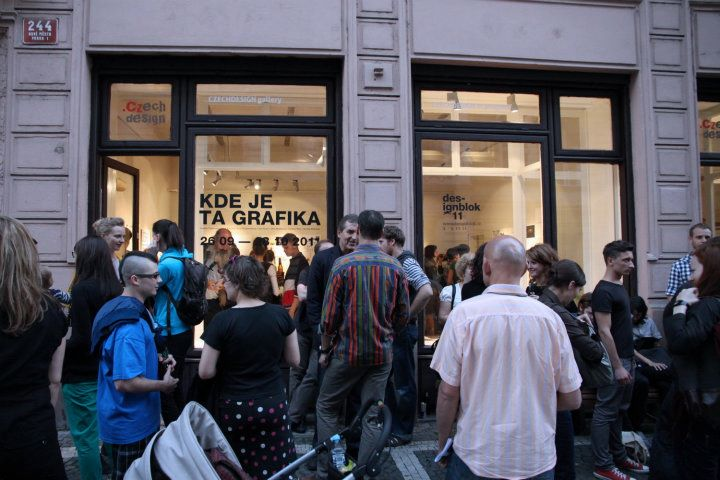
CZECHDESIGN, Vojtěšská 3, Praha 1

Cílem organizace CZECHDESIGN je dostávat design do praxe, informovat širokou veřejnost o významu designu v každodenním život a kultivovat prostředí.
Z CZECHDESIGNu se od roku 2003 pod vedením současné[kdy?] manažerky Jany Vinšové podařilo vybudovat fungující organizaci složenou z profesionálů několika oborů a dobrovolníků.
Svoje poslání organizace naplňuje několika aktivitami.

### CZECHDESIGN.CZ, první český web o designu
V rámci aktivit organizace CZECHDESIGN.CZ byl v roce 2003 spuštěn vůbec první český portál zaměřený na design www.czechdesign.cz, který funguje doposud. Portál se zaměřuje především na produktový, módní, interiérový design a architekturu. Informuje o novinkách, talentech, ale i trendech, technologiích, soutěžích a historii designu. Pravidelně jsou zde zveřejňovány pozvánky na různé oborové akce, výstavy, reportáže a recenze z domácích i zahraničních akcí. Nechybí ani sekce jobs, kde jsou zveřejňovány pracovní nabídky v designu.
Online magazín je mediálním partnerem několika oborových akcí a soutěží. Od začátku vzniku portálu vedla magazín Veronika Loušová, tu v novém sídle ve Vojtěšské vystřídala Barbora Ševčíková. Od roku 2018 je jeho šéfredaktorkou Veronika Pařízková, která nahradila Radku Machalickou.

### CZECHDESIGN Shop
V závěru roku 2010 otevřel CZECHDESIGN vlastní prostor ve Vojtěšské ulici, který se postupně stal dějištěm mladého českého designu. Na realizaci tohoto prostoru se podílelo mnoho českých výrobců a designérů, ale také čtenářů portálu CZECHDESIGN.CZ.
Prostor sloužil jako prostředník mezi designéry a veřejností. Jeho součástí je i odborná knihovna s materiály, katalogy a publikacemi, které jsou věnované designu. Pravidelně se zde konaly výstavy, přednášky, besedy a workshopy určené pro odbornou i širokou veřejnost, ale také setkání výrobců s designéry.
Postupem času se z galerie stalo designové lahůdkářství, obchod s kurátorovaným výběrem produktů od českých designérů.
V roce 2020 se obchod pod názvem CZECHDESIGN Shop přesunul do samostatného objektu na adrese Myslíkova 5, Praha 1. Sortiment prodejny zahrnuje šperky, sklo, porcelán, knihy, batohy, módní doplňky, hračky a kosmetiku. Prodává díla od známých jmen oboru jako Jiří Pelcl, Maxim Velčovský, Rony Plesl i nových talentů.
Ve Vojtěšské ulici doposud sídlí tým organizace a redakce magazínu.

### E-shop CZECHDESIGN
Roku 2016 CZECHDESIGN spustil internetový obchod shop.czechdesign.cz, který dal další prostor českým designérům, jak dostat své produkty k veřejnosti.

### Poradenství v oblasti designu
V rámci platformy CZECHDESIGN LAB organizace poskytuje poradenství v oblasti designu veřejným subjektům i firmám a propojuje je s designéry.
Organizuje designérské soutěže pro města, muzea a galerie, mezinárodní korporace i lokální firmy v oblasti vizuálních identit, produktového designu, interiérového designu i architektury.
Z jejích soutěží vzešly vizuální identity např. pro Liberec, Luhačovice, Prahu 3, Kadaň, Svitavy, Litoměřice, Chrudim, Národní galerii Praha, Galerii hlavního města Praha, Muzeum literatury, Akademii výtvarných umění, design produktů firem Nestlé, KMV atd.

### Soutěž Model Young Package
Od roku 2009 je CZECHDESIGN organizátorem mezinárodní soutěže obalového designu Mladý obal, nyní Model Young Package. Do soutěže, která má každý rok jiné téma, se přihlásí více než 600 účastníků z celého světa. Vyhlašovatelem soutěže je již od roku 1995 společnost Model Obaly.

## Historie
Občanské sdružení CZECHDESIGN.CZ bylo založeno v roce 2003 studenty, dobrovolníky a nadšenci designu, kteří cítili potřebu zvýšit povědomí široké veřejnosti o české designérské tvorbě.
11. 6. 2003
- založeno Občanské sdružení CZECHDESIGN.CZ, zakladateli jsou Veronika Loušová, Michal Aichinger a Daniel Handl

2003

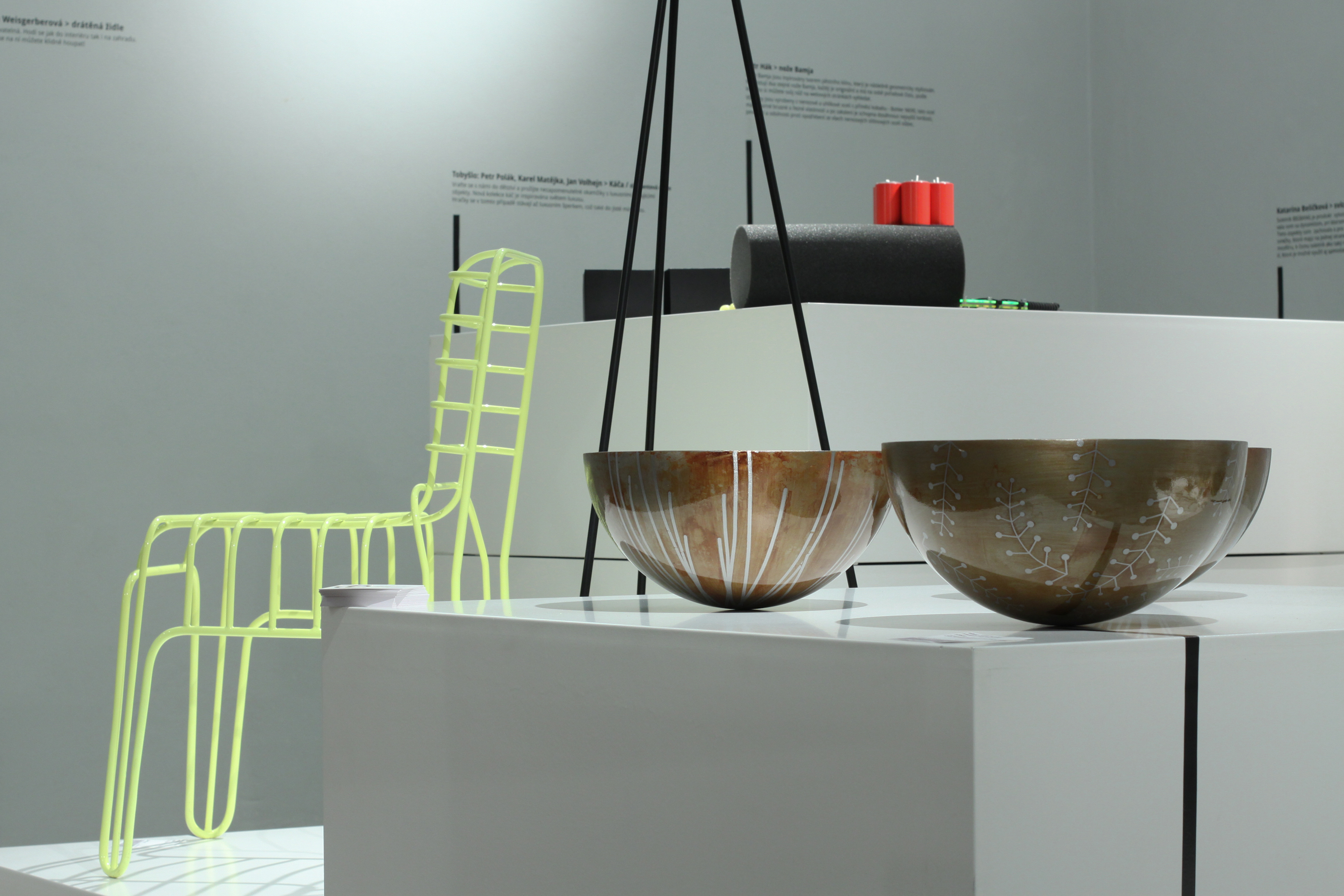
TalentDesign, projekt realizující návrhy mladých tvůrců

- je spuštěn portál www.czechdesign.cz, součástí je také adresář designérů
- portál a aktivity sdružení vede Veronika Loušová
- portál programuje Michal Aichinger a Daniel Srb
- grafiku vytvořil Daniel Handl
- na portále je část článků překládána, anglickou verzi zajišťuje Petra Zelenková, italskou verzi Kristýna Aichingerová

2004
- CZECHDESIGN.CZ pravidelně připravuje zpravodajství z Milánského týdne designu
- v tomto roce navštívilo portál na 95 tisíc unikátních čtenářů

2005
- první výstava CZECHDESIGN.CZ v rámci české přehlídky designu CZECH THIS OUT!, Vídeň
- výstava bytového textilu, ve spolupráci se společností LAUFEN CZ s. r. o., Laufen Bathroom Gallery, Praha
- výstava „Czech Design Area“, London Interior
- v tomto roce navštívilo portál na 110 tisíc unikátních čtenářů
- web má novou podobu, logo a vizuál Jan Kremláček, naprogramoval Michal Aichinger

2006

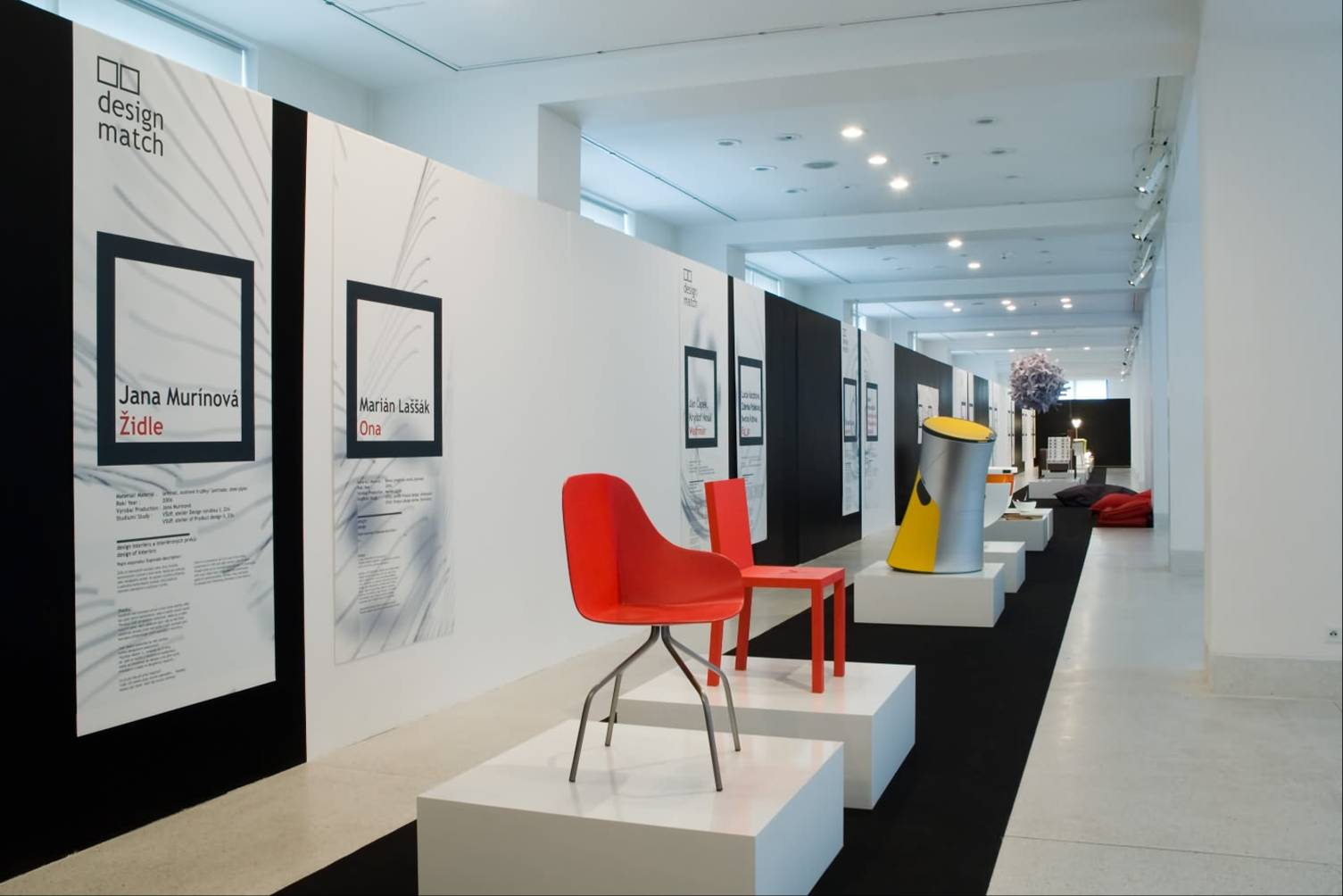
Výstava Design Match v Praze, 2006

- CZECHDESIGN.CZ obdržel cenu Design centra České republiky za propagaci designu
- výstava Design Match, přehlídka designu, na 80 designérů z Česka a Slovenska, Národní galerie v Praze
- výstava Manifesto – GenArt, Laufen Bathroom Gallery v rámci Designbloku, Praha
- K Veronice Loušové se přidává Jana Vinšová

2008
- výstava Design Match, přehlídka designu, na 120 designérů z Česka a Slovenska, Maďarska a Rakouska, Národní galerie v Praze
- výstava Design Match, přehlídka designu, na 120 designérů z Česka a Slovenska, Maďarska a Rakouska, Dom umenia, Bratislava
- výstava Design Match, přehlídka designu, na 120 designérů z Česka a Slovenska, Maďarska a Rakouska, v rámci kandidatury Košice, Evropské hlavní město kultury
- výstava Design Match, přehlídka designu, na 120 designérů z Česka a Slovenska, Maďarska a Rakouska, VAM Design Centre, Budapešť
- výstava A Touch of Praha, Soul Design Olympiad], Soul, Jižní Korea
- přednášky „Tradice českého designu“, Kookmin University a Samsung Art and Design Institute, Soul, Jižní Korea
- výstava A Touch of Praha, Galerie Daegu, Jižní Korea
- Imperial Design Symposium, Karlovy Vary

2009

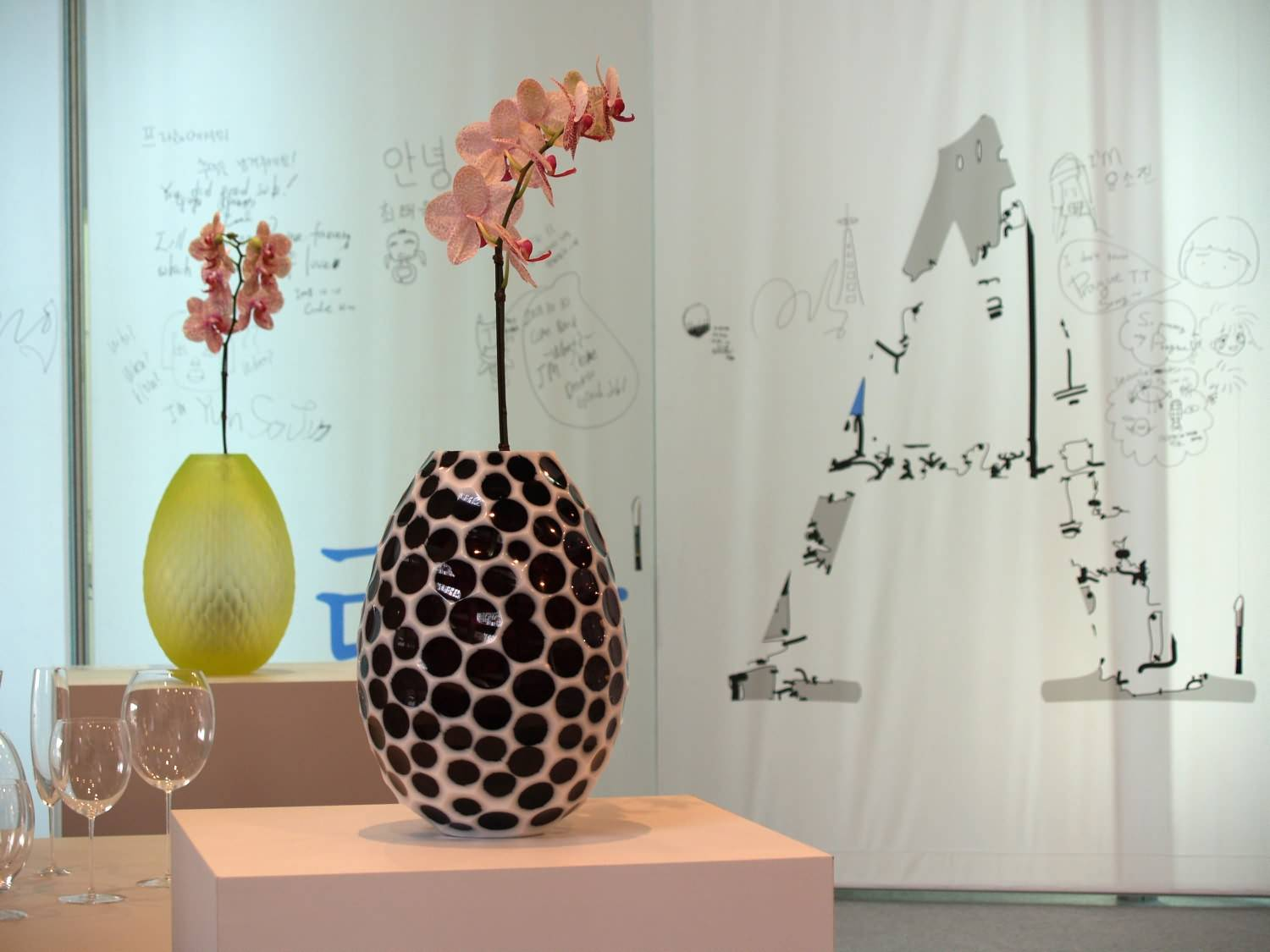
Výstava A Touch of Praha, Soul Design Olympiad, Jižní Korea, 2008

- CZECHDESIGN.CZ organizátorem mezinárodní soutěže Mladý obal, vyhlašované od roku 1995 společností Model obaly
- CZECHDESIGN.CZ připravuje spolu s Centrem Současného umění DOX pravidelný cyklus Design Interview s vybranými zahraničním a českými designéry
- soutěž a výstava Design pro nejmenší miminka, porodnice u Apolináře, Praha, výstava následně putovala po několika dalších místech Česka
- Imperial Design Symposium, Karlovy Vary

2010
- CZECHDESIGN za podpory 26 českých firem a více než 100 dobrovolníků a čtenářů www.czechdesign.cz otevřel vlastní prostor a galerii ve Vojtěšské ulici v Praze 1
- výstava Mladý obal 2010 v Národní technické knihovně, Praha
- výstava Mladý obal v galerii Satelit, Slovenské centrum dizajnu, Bratislava
- výstava Design Display I, II, III – prezentace českých designérů v nákupním centru Palladium, Praha
- výstava DesignMate, výstava představující výrazné dvojice mezi mladými tvůrci, Galerie/CZD v rámci Designbloku 2010
- výstava talentDesign, představení nového projektu talentDesign vyrábějící v malých sériích práce mladých tvůrců, Galerie/CZD
- Imperial Design Symposium, Karlovy Vary

2011
- výstava Mladý obal v NOD Praha a Galerii/CZD
- výstava Mladý obal v galerii Satelit, Slovenské centrum dizajnu, Bratislava
- výstava Mladý obal v galerii Leporelo, Dům umění města Brno
- Imperial Design Symposium, Karlovy Vary
- výstava Kde je ta grafika, Galerie/CZD v rámci Designbloku 2011
- organizace Design Snack – diskusní odpoledne s designéry, Vysoká škola uměleckoprůmyslová v rámci Designbloku 2011.
- pravidelné workshopy Design for All / Kreativní workshopy pro mladé designéry i laickou veřejnost
- CZDECHDESIGN je stále nezisková organizace, pravidelně spolupracuje s 22 dobrovolníky na veškerých svých aktivitách. Zázemí ve Vojtěšské ulici se postupně stalo místem setkávání českých designérů s veřejností, ale také s firmami. Díky znalostem, zkušenostem může CZECHDESIGN pomáhat a spolupracovat také s firmami při jejich spolupráci s designéry. Veronika Loušová předává postupně vedení Janě Vinšové

2012
- výstava Analog in the city
- Na koho to slovo padne / výstava v rámci projektu My v Praze
- Velká porce elánu / výstava v rámci projektu My v Praze
- Mladý obal – výstava nejlepších prací 17. ročníku mezinárodní soutěže v obalovém designu
- Newintage / výstava v rámci projektu My v Praze
- FUD / výstava v rámci projektu My v Praze
- výstava Gallerymeetsthegraphics
- pravidelné workshopy Design for All / Kreativní workshopy pro mladé designéry i laickou veřejnost

2014
- organizace designérských soutěž
  - Redesign tradiční značky psí kosmetiky Arpalit pro Aveflor
  - 3M Design Innovation Award pro 3M
- Veronika Loušová odchází z CZECHDESIGN

2015
- organizace designérských soutěží
  - produkty funerálního designu pro Správu pražských hřbitovů
- Výstavy
  - putovní výstava o digitálním designu #zapixely

2016
- organizace designérských soutěží
  - design porcelánového pohárku – “pítka“ Lázní Luhačovice
  - vizuální identita města Liberec

2017
- organizace designérských soutěží
  - návrh limitované edice plechovek kávy Nescafé Azera
  - podoba prezentace značky Excelent na Designbloku pro Plzeňský Prazdroj
  - UX řešení a nového vzhledu webu Meteopress
  - návrh etikety pro speciální edici nápoje Fruttimo pro Karlovarské minerální vody, a. s.
  - podoba limitovaná edice tyčinek Kofila od českých designérů a ilustrátorů
  - design nové kolekce nábytku PLAN pro B2B Partner
  - podoba produktů pro firmu Plastia
- Výstavy
  - návrhy etiket pro speciální edici nápoje Fruttimo ze soutěže
- vydání sborníku z výstavy o digitálním designu #zapixely

2018
- organizace designérských soutěží
  - vizuální styl Galerie hlavního města Prahy
  - vizuální styl Národní galerie Praha
  - vizuální styl pro Městská divadla pražská
  - grafická podoba nových expozic Národního muzea
  - grafická podoba orientačního systému Národního muzea
  - návrh podoby limitované edice plechovek kávy Nescafé Azera pro Nestlé
- CZECHDESIGN připravuje návrh a realizaci komunikační a distribuční strategie kolekce funerálních předmětů od českých designérů pro Správu pražských hřbitovů
- organizace mezinárodní designérské soutěže Model Young Package s tématem Coffee ManiaVizuální identita pro městskou část Praha 3 od Jakub Vaněk Studio. Designérská soutěž, 2019

2019
- organizace designérských soutěží

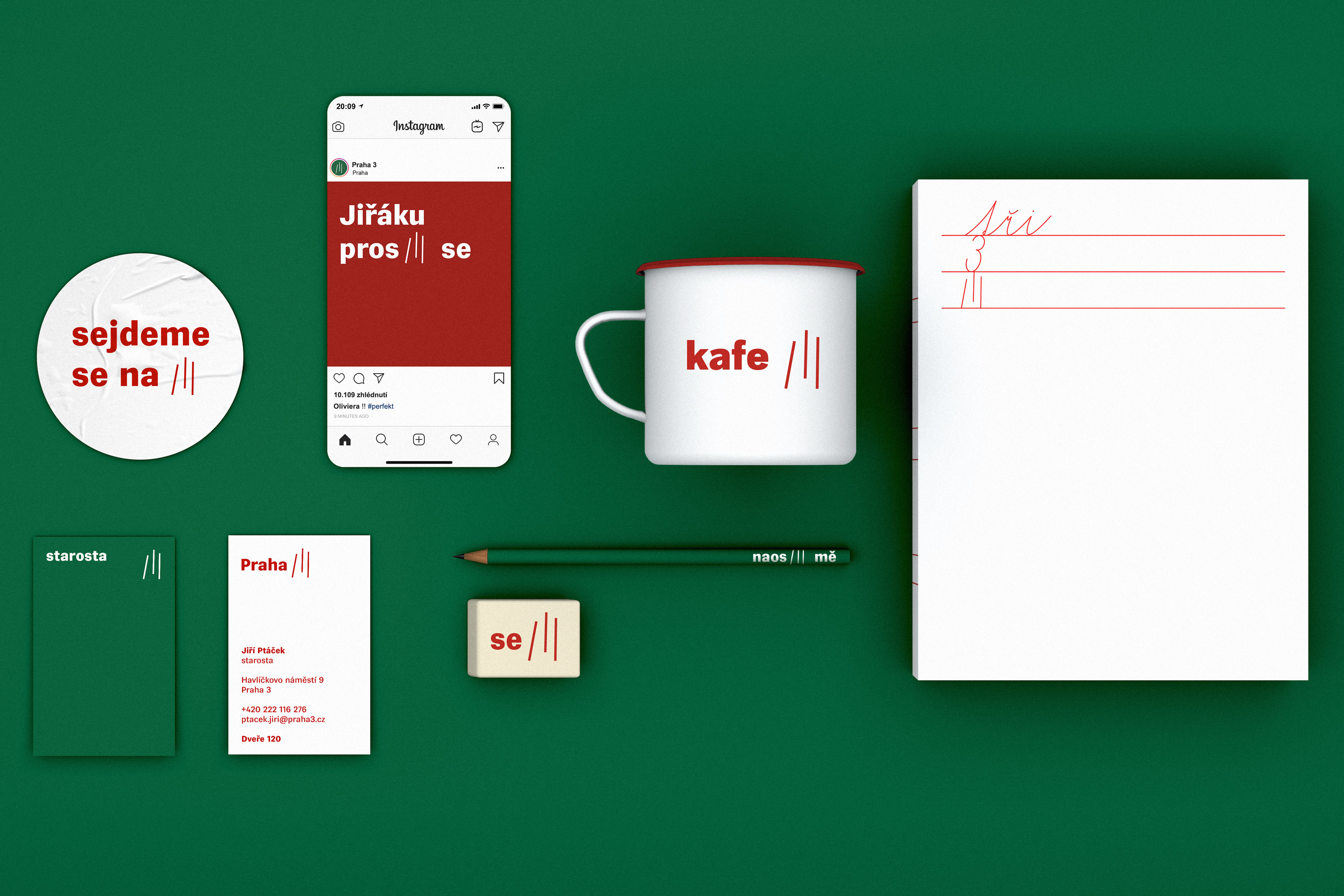
Vizuální identita pro městskou část Praha 3 od Jakub Vaněk Studio. Designérská soutěž, 2019

  - vizuální styl pro Akademii výtvarných umění
  - vizuální styl města Litoměřice
  - vizuální styl města Svitavy
  - vizuální styl města Luhačovice
  - vizuální styl městské části Praha 3
  - Dokaž, že štítek není jenom značka pro firmu RATHGEBER
  - architektonická a grafická podoba stálé expozice pro Uměleckoprůmyslové muzeum Praha
  - grafická podoba stálé expozice pro Památník národního písemnictví, nově Muzeum literatury
  - řešení interiéru vstupního prostoru budovy Rudolfina pro Českou filharmonii
  - poradenství při designérské soutěži České filharmonie na nový vizuální styl
- organizace mezinárodní designérské soutěže Model Young Package s tématem Unboxing Experience
- výstavy v galerii 
  - finalisté soutěže Nejkrásnější české knihy roku 2018
  - Snoubení, zásnubní a snubní prsteny od českých designérů
  - top 50 prací ze soutěže Model Young PackagePodoba autobusu pro Prahu a Středočeský kraj od 20YY Designers. Designérská soutěž, 2020

2020
- organizace designérských soutěží 

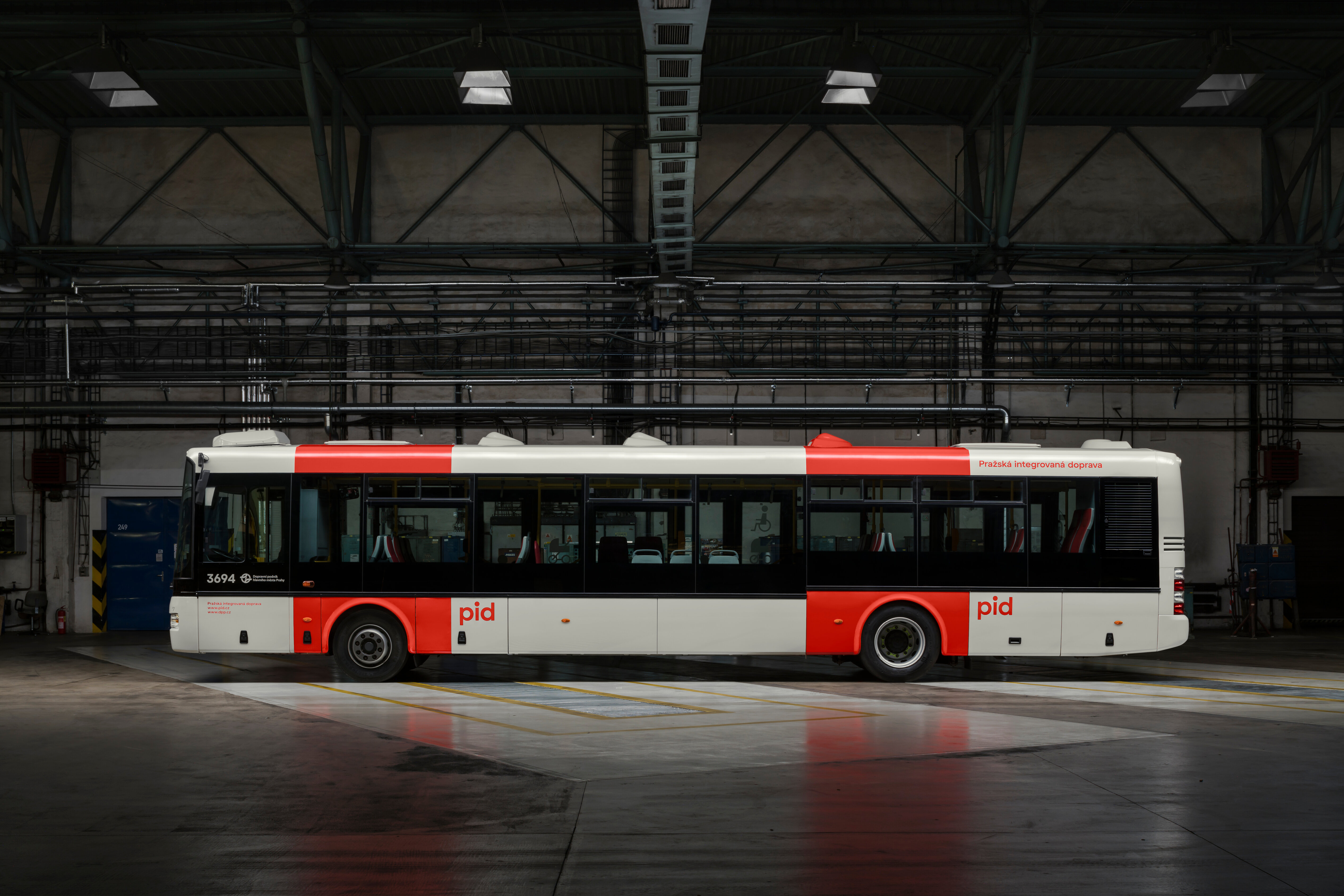
Podoba autobusu pro Prahu a Středočeský kraj od 20YY Designers. Designérská soutěž, 2020

  - vizuální styl a podoba vozů městské hromadné Prahy a Středočeského kraje pro ROPID
  - vizuální styl města Kadaně
  - vizuální styl lokální pobočky organizace Lékaři bez hranic
  - vizuální styl Výstaviště Praha
  - vizuální styl města Chrudim
  - vizuální styl města Humpolec
  - vizuální styl pro CKV Blatná
  - redesign vizuálního stylu pro SvětKaravanů.cz
- vydání katalogu se snubními a zásnubními prsteny od českých designérů Snoubení
- organizace mezinárodní designérské soutěže Model Young Package s tématem Personal Care
- výstavy v galerii 
  - Plakát, přehlídku printů a plakátů od českých ilustrátorů

## Lidé v CZECHDESIGN

### Mgr. Jana Vinšová
ředitelka nezávislého odborného sdružení
Absolventka Vysoké školy uměleckoprůmyslové v Praze a teoretička designu je jedním z prvních členů sdružení CZECHDESIGN. Nejprve působila jako kurátorka galerie a šéfredaktorka prvního magazínu o designu v Česku. V rámci studia se zúčastnila studijně pracovní stáže na University of West of England v Bristolu. Pro CZECHDESIGN se podílela na realizaci výstav Design Match 2006 a poté sama připravila a zorganizovala Design Match 2008. Spolupracuje na vytváření nové koncepce mezinárodní soutěže Mladý obal pro designéry. S Veronikou Loušovou připravovala pro Velvyslanectví České republiky v Korejské republice výstavu A Touch of Praha v rámci Seoul Design Competition v Jižní Koreji. Pro Centrum současného umění DOX vytváří dramaturgii a vede přednáškový a besední cyklus Design Interview. Pro Vysokou školu uměleckou průmyslovou připravila výstavu ArtDiploma 2009 v německé galerii Verein für Kunst - und Gewerbe, Regensburg.

### Dlouhodobí partneři
- Uměleckoprůmyslové museum
- Vysoká škola uměleckoprůmyslová v Praze
- Moravská galerie v Brně
- Městská část Praha 1
- Designblok, největší přehlídka designu ve střední Evropě
- a další...